# Zabajkalskij (Kraj Zabajkalski)
Zabajkalskij (ros. Забайкальский), także Zabajkaliec (ros. Забайкалец) – osiedle typu wiejskiego we wschodniej Rosji, w Kraju Zabajkalskim, w rejonie czytyńskim. Wchodzi w skład osiedla wiejskiego Smolienskoje.

## Geografia
Miejscowość jest położona we wschodnie Rosji, w Kraju Zabajkalskim. Znajduje się w centralnej części rejonu czytyńskiego, na północny wschód od Czyty.
Na południe od miejscowości przebiega droga federalna R297.

## Demografia
W 2021 roku osiedle zamieszkiwało 240 osób.